# Ornithocoris toledoi
Ornithocoris toledoi är en insektsart som beskrevs av Pinto 1927. Ornithocoris toledoi ingår i släktet Ornithocoris och familjen vägglöss. Inga underarter finns listade i Catalogue of Life.